# 福島県立棚倉高等学校
福島県立棚倉高等学校（ふくしまけんりつたなぐらこうとうがっこう）は、福島県東白川郡棚倉町に所在していた県立高校。

## 概要
略称は棚高（たなこう）。

## 設置学科
- 全日制課程　
  - 普通科

## 沿革
- 1924年4月15日 - 棚倉町立実科高等女学校として創立。
- 1944年3月31日 - 福島県棚倉高等女学校に改称。
- 1948年2月1日 - 福島県立棚倉高等女学校に改称。
- 1948年4月1日 - 学制改革により、福島県立棚倉高等学校となる。
- 1950年4月1日 - 福島県立棚倉第二高等学校を設立。
- 1951年4月1日 - 福島県立棚倉第二高等学校を定時制夜間部として合併。
- 1992年7月13日 - オーストラリアのベルモント高校と姉妹校提携。
- 2009年 - 同じ棚倉町に所在する福島県立東白川農商高等学校と統合、福島県立修明高等学校文理科となる。旧棚倉高校在籍生は修明高文理科に移籍となった。なお、統合新高校は東白川農商高校所在地に設置された。

## 交通
- JR水郡線磐城棚倉駅下車
  - JR東北本線白河駅・新白河駅よりJRバス関東白棚線利用棚倉高校前バス停下車

## 著名な出身者
- 下田京子 - 元参議院議員
- 金沢健一 - 元プロ野球選手
- 八筬美恵 - 車いすテニス選手
- 熊田喜則 - サッカー指導者 現INAC神戸レオネッサ監督